# كاثي كيلر
كاثي كيلر (بالإنجليزية: Kathy Keeler)‏ هي مجدفة أمريكية، ولدت في 3 نوفمبر 1956 في غالفستون في الولايات المتحدة.

## وصلات خارجية
- كاثي كيلر على موقع الاتحاد الدولي للتجديف (الإنجليزية)
- كاثي كيلر على موقع أوليمبيديا (الإنجليزية)